# Missourikompromissen

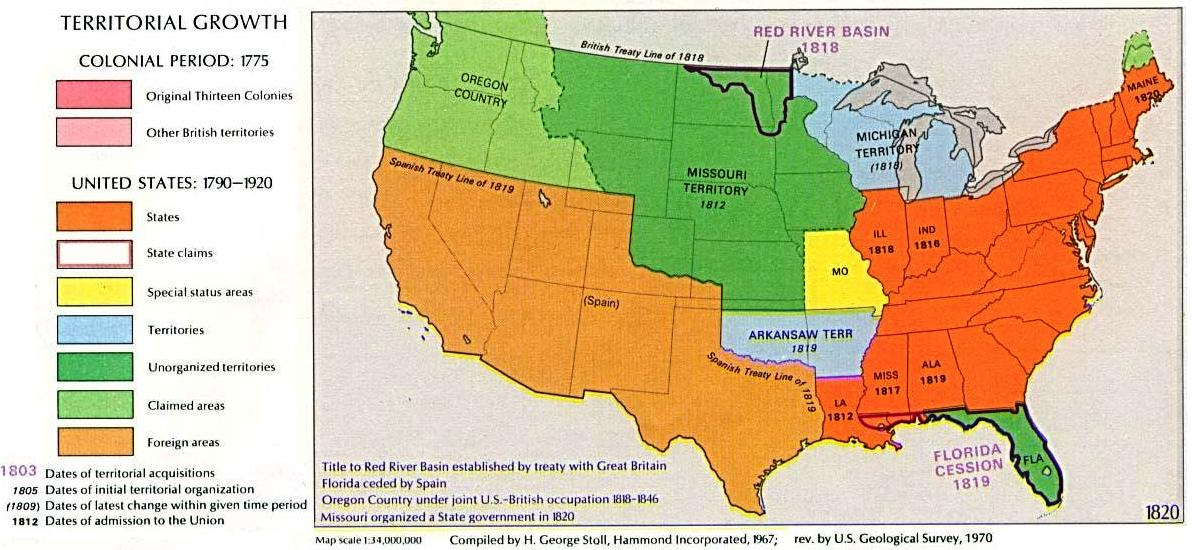
USA 1819.

Missourikompromisslinjen.

Missourikompromissen (engelska: Missouri Compromise), även kallad 1820 års kompromiss (engelska: Compromise of 1820), var ett fördrag mellan slaveriförespråkare och abolitionister i USA. Fördraget tillkom för att reglera slaveriet i USA.
Missourikompromissen innebar att i alla delstater norr om 36:e breddgraden, förutom Missouri och delstater öster om Missouri, det vill säga i den resterande delen av Louisianaköpet, skulle slaveriet vara förbjudet. I delstater söder om breddgraden kunde det tillåtas om myndigheter och (den fria) befolkningen så önskade. I samband med att Missouri accepterades i unionen som en slaveristat, tilläts även Maine bryta sig ur Massachusetts som en slaverifri stat, vilket skedde den 15 mars 1820.